# 1-Metilantraceno
1-Metilantraceno é o composto orgânico de fórmula C15H12, SMILES CC1=CC=CC2=CC3=CC=CC=C3C=C12 e massa molecular 192,25578. Apresenta ponto de fusão 86-88 °C e ponto de ebulição 363 °C. É classificado com o número CAS 610-48-0, CBNumber CB1271720 e MOL File 610-48-0.mol.